# Jefté Betancor
Jefté Betancor Sánchez (n. 6 iulie 1993, Las Palmas de Gran Canaria, Las Palmas, Spania) este un fotbalist spaniol, care joacă pe post de atacant la Panserraikos în Superliga Greacă.

## Palmares
Ried
- 2. Liga (1): 2019–20

Individual
- Fotbalistul străin al anului în România (Gazeta Sporturilor): 2021